# Egzocitoza
Egzocitoza je proces u kojem se izbacuje veća količine tvari iz stanice u međustanični prostor. Pri tome se citoplazmatski mjehurići stapaju sa staničnom membranom, a njihov se sadržaj prazni u okolinu.
Vrsta je masovnog prijenosa tvari kroz staničnu membranu. Sredstvo su membranski mjehurići koji se stapaju sa staničnom membranom.
Putem egzocitoze rezidentne stanice proizvode izvanstaničnu matricu u procesu unutar stanice te potom se izlučuje u predviđeni prostor.